# Jos Wibaut

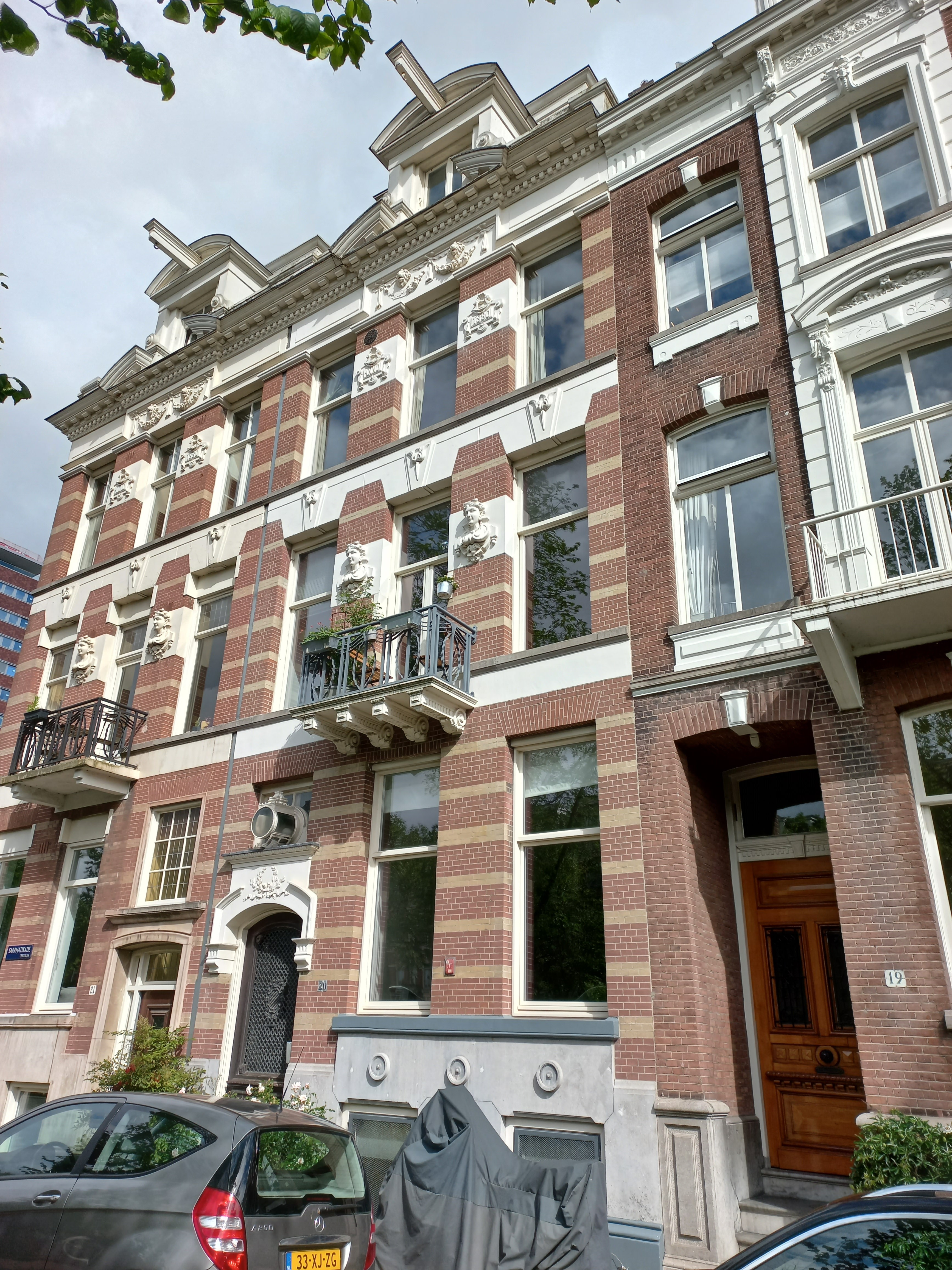
In het midden Sarphatikade 20 (mei 2024)

Josine (Jos) Wibaut (Amsterdam, 24 april 1918 – aldaar, 13 december 2003) was een Nederlands verzetsstrijder in de Tweede Wereldoorlog.

## Familiegegevens
Jos Wibaut was de dochter van Floor Wibaut jr. en Maria Sophia Frederika Bastert (19 augustus 1886 - 25 mei 1960). Het gezin telde vier kinderen: Floor (1914), Josine (1918), Mathilde (Tiel 1920) en Frank (1922). Jos’ grootouders (via Floor) waren de Amsterdamse wethouder Dienst der Publieke Werken Floor Wibaut en politica en feministe Mathilde Berdenis van Berlekom, beiden waren lid van de Sociaal Democratische Arbeiders Partij (SDAP = voorloper van de Partij van de Arbeid). Tussen 1940 en 1947 was ze getrouwd met kunstenaar Lex Horn. 

## Biografie

### Jeugd
Jos volgde in Amsterdam Montessorionderwijs. Haar vrije tijd besteedde ze bij de Rode Valken (de jeugdgroep van de Arbeiders Jeugd Centrale (AJC) en bij NJN (Nederlandse Jeugdbond voor Natuurstudie). Na diverse middelbare scholen in Nederland en een Belgisch internaat volgde zij een opleiding tot maatschappelijk werkster.(4) Zij vergezelde haar vader, die oogarts was, regelmatig bij zijn visites in de Amsterdamse Jodenbuurt: de straten rondom het Waterlooplein, waar ze geconfronteerd wordt met de heftige gevolgen van armoede.

### Verzet in de Tweede Wereldoorlog[3]
Bekend met de armoede in de Joodse wijken, bracht Jos in het eerste jaar van de nazi-bezetting dekens en brandstof naar het ‘Waterlooplein Ghetto’. Mogelijk ondersteunde ze ook haar vader bij het artsenverzet. Jos trouwde bewust met kunstenaar Lex Horn, omdat ‘gemengd-gehuwde’ Joden tijdens de bezettingsjaren voorlopig vrijgesteld werden van deportatie. Via haar echtgenoot kwam Jos in de kring van het Kunstenaarsverzet rondom bekende kunstenaars zoals Gerrit-Jan van der Veen, Willem Arondéus en Frieda Belinfante. Daarnaast deed zij verzetswerk voor de Parool-groep en de Amsterdamse Studenten Groep (ASG) van Wouter van Zeytveld en Piet Meerburg die via de Crèche van Henriëtte Pimentel Joodse kinderen lieten onderduiken. Met name in Friesland had Jos contacten/betrouwbare adressen. Ze hielp verder bij de onderduik van volwassenen, zorgde voor voedsel, valse papieren en verrichtte koeriersdiensten door het hele land.
Om bij te komen dook ze zelf af en toe onder bij haar tante Henriëtte Roland-Holst of in het vakantiehuis van de familie Witteveen in Nunspeet. Jos’ huwelijk wankelt, ze was verliefd geworden op acteur/regisseur Theun Lammertse.
Haar broer Frank, student Geneeskunde, deed eveneens verzetswerk, hoewel hij zich niet verbond aan een verzetsgroep met het oog op verraad. Frank deed klussen onder andere voor zijn neef Theo van Gogh. Op 1 maart 1945 ging het mis. Frank zag zoveel fietsen voor Theo’s huis aan de Weteringschans staan, dat hij besloot om Jos op te halen en samen langs te fietsen om zo poolshoogte te nemen. Franks voorgevoel klopte, de Nazi-bezetter had een inval gedaan waarbij Theo en een groot aantal verzetsstrijders werden gearresteerd. Als Frank en Jos het bevel om staande te houden, negeren wordt Jos been aan flarden geschoten door een dumdumkogel. Frank redde haar leven door de slagaderlijke bloeding te stoppen, daarna leek een amputatie onvermijdelijk. Jos verzette zich hier tegen. Zij hield er aan ‘dood’ been aan over dat zij de rest van haar leven meesleepte.
Frank werd alsnog gearresteerd maar door de inzet van familieconnecties vrijgelaten. Theo werd op 8 maart 1945 gefusilleerd op Rozenoord aan de Amsteldijk. Hij was een van de Toteskandidaten ter vergelding van de aanslag op SS-baas Rauter.
In het laatste bezettingsjaar verliet Jos Lex en trekt in bij Theun Lammertse op Sarphatikade 20.

### Na de oorlog
Jos was werkzaam bij de Stichting Goed Wonen waar zij onder andere de toonzaal beheerde. Zij bleef wonen aan de Sarphatikade in Amsterdam. Als Theun het pand verlaat wordt zij hoofdhuurder. Haar leven lang bleef Jos activiste: ze was tegen de volkstelling, tegen de Amsterdamse metro, tegen fluor in het drinkwater enzovoort. Jos koos bewust voor het alleenstaande ouderschap van haar zoon Mark (Marcus Daniël Wibaut).
Haar laatste levensmaanden bracht zij door in Beth Shalom, een Joods verzorgingshuis. Josine Wibaut werd gecremeerd op De Nieuwe Ooster, alwaar ook haar as verstrooid werd.